# Lampe Berger
Lampe Berger est une marque déposée de lampe à catalyse appartenant à la société Produits Berger du groupe emosia. Ce dernier conçoit, fabrique et commercialise des objets parfumants design et des parfums d'intérieur.
En 1898, la lampe Berger était uniquement destinée à « purifier l’air ambiant des hôpitaux » avant d'investir progressivement les foyers dans l'entre-deux-guerres. Aujourd'hui, celle-ci permet de purifier l'air en éliminant les odeurs indésirables mais aussi de parfumer et de décorer la maison.

## La lampe à catalyse brûle-parfums

### Historique

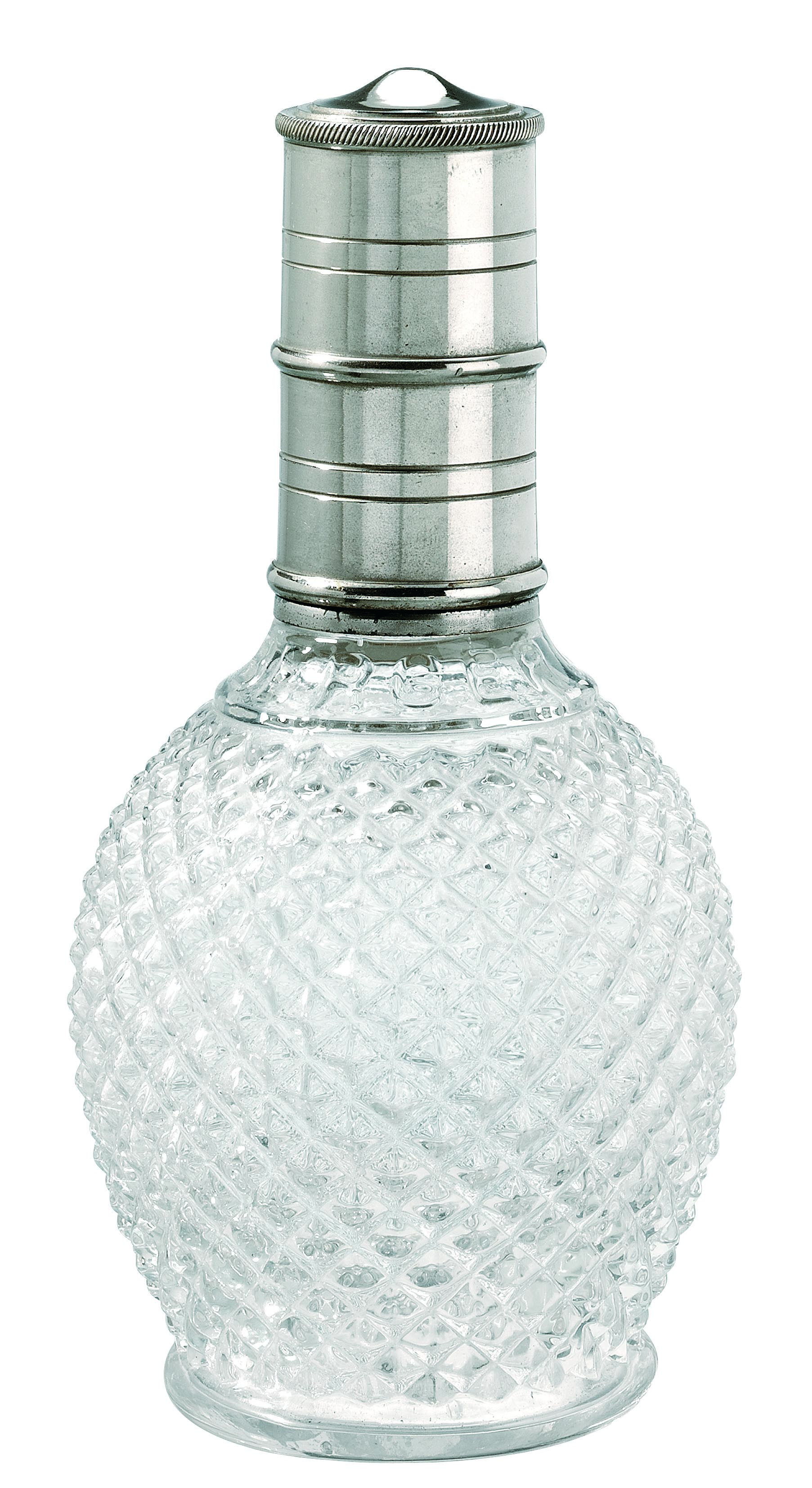
Lampe Berger A universel (1910).

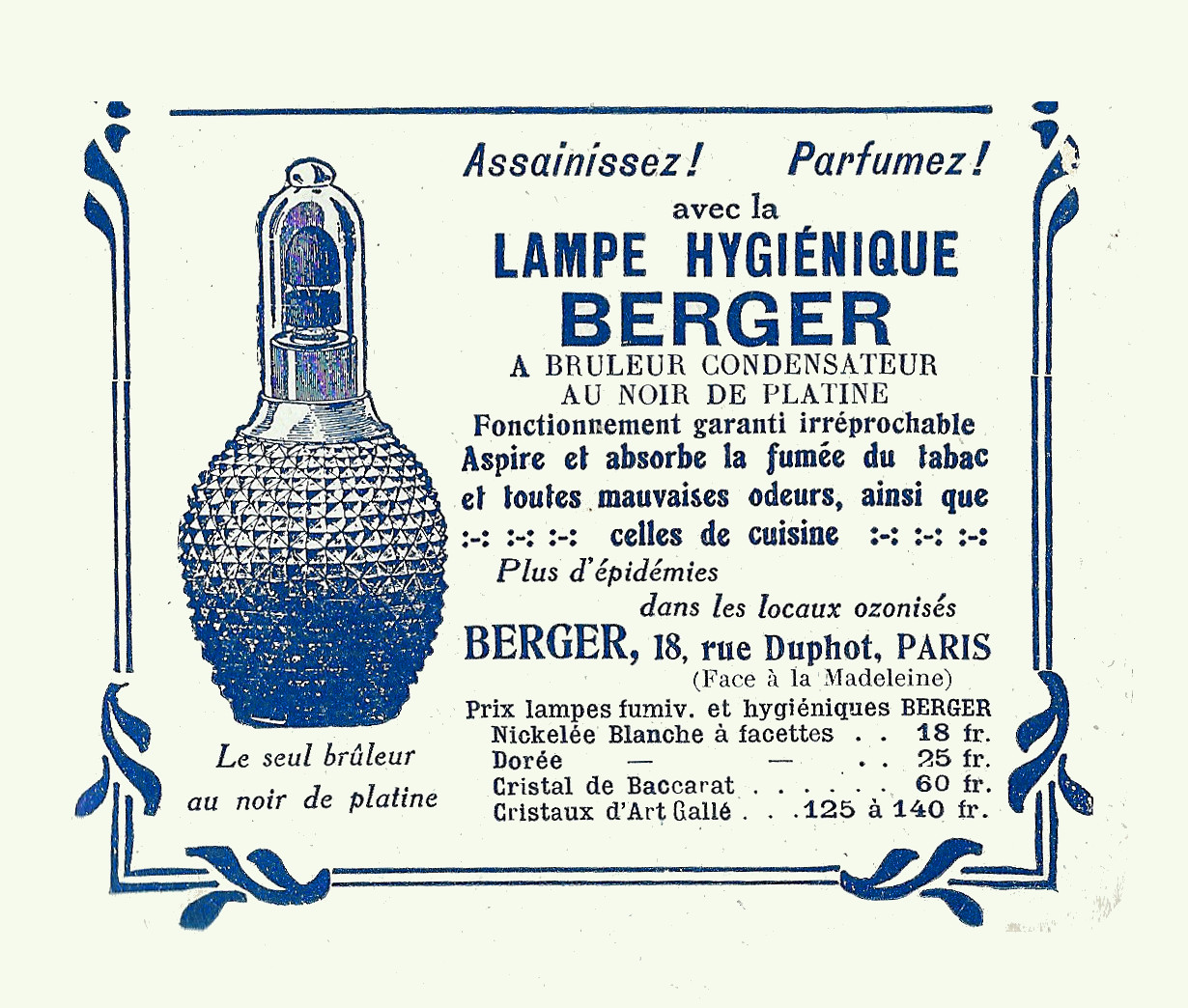
Réclame pour la Lampe Berger en 1925.

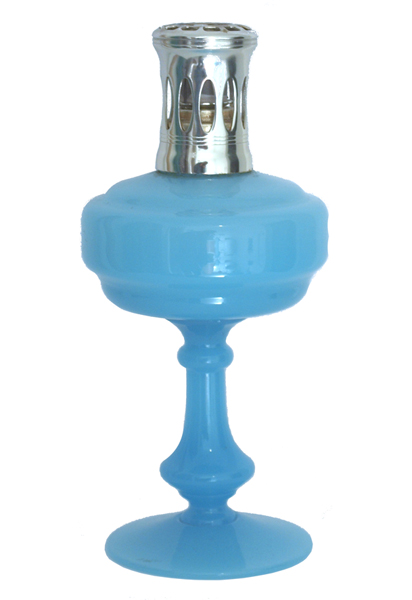
Lampe Berger Opaline bleue vers 1978.

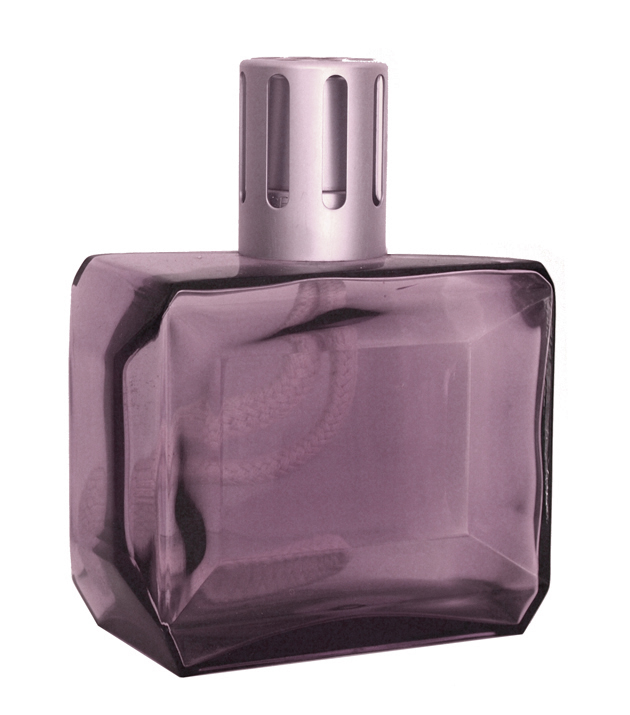
Lampe Berger Carat améthyste vers 2006.

Le principe de désinfection de l'atmosphère par la lampe Berger est fondé sur l'utilisation de la combustion catalytique. Ce procédé a été découvert par les chimistes Justus von Liebig et Charles Gerhardt. Maurice Berger, préparateur en pharmacie, met au point sa lampe et dépose le brevet le 16 juin 1898. Appelée à l'origine « diffuseur fumivore hygiénique », cette invention fondée sur la combustion catalytique d'essences devait servir à assainir l'air ambiant de locaux nécessitant une hygiène permanente comme les hôpitaux ou les morgues. Sa commercialisation débute en 1902 dans quelques pharmacies parisiennes avant que Maurice Berger n'ouvre sa boutique en 1910 au 18 rue Duphot à Paris.
Les années 1930 voient l'essor de Lampe Berger, notamment grâce aux collaborations de la marque avec des manufactures renommées – cristalleries Baccarat et Saint-Louis, porcelaine de Limoges, faïencerie Fourmaintraux – et avec de grands créateurs comme Émile Gallé ou René Lalique. Appréciée de Colette, de Jean Cocteau et de Pablo Picasso, la lampe Berger, à l'origine objet utilitaire, puis objet de décoration intérieure, est devenue objet de collection. C'est également à cette époque que Lampe Berger développe les parfums, apportant ainsi une dimension plaisir additionnelle au côté fonctionnel de la lampe.
Les lampes en céramique font leur apparition vers 1950. Elles permettent une plus large palette d'expression et de créativité. Lampe Berger s'entoure notamment du porcelainier Camille Tharaud et du décorateur Paul Bocquillon pour réaliser des lampes peintes à la main.
À partir des années 1960 la production s'industrialise progressivement, réservant la fabrication artisanale à quelques modèles d'exception. En 1970, avec de nouvelles formes et couleurs, la lampe Berger redevient un objet de décoration. La marque élargit sa gamme à partir des années 1980.
À partir des années 2000, la marque collabore avec de grands designers et de jeunes talents du design, issus d'horizons différents - design industriel, flacon de parfum, mobilier intérieur - et de grands verriers et porcelainiers. Dans le domaine du parfum, Lampe Berger travaille avec des maîtres-parfumeurs français.[réf. nécessaire]

### Utilisation
La lampe se compose d'un corps de lampe, d'un brûleur catalytique avec mèche, d'une monture et d'un éteignoir. Pour faire fonctionner la lampe, il faut verser le parfum de maison (mélange d'eau, d'isopropanol et de concentré de parfum) dans la lampe et mettre le brûleur. La mèche du brûleur va alors s'imprégner du parfum qui remonte par capillarité jusqu'au catalyseur du brûleur. Il faut alors allumer le brûleur, attendre deux minutes que la flamme réduise, puis souffler dessus et mettre la monture. Cette dernière permet une action optimisée de la lampe et une protection du contact direct peau - brûleur. Le catalyseur du brûleur, en métal noble, dont la température atteint environ 500 °C, attire et oxyde les molécules malodorantes[Quoi ?]. Il empêche la recombinaison de ces molécules et préserve la qualité des produits émis dans l'air. La zone centrale, en céramique, dont la température atteint 200 °C, permet la diffusion du parfum tout en préservant la qualité des notes olfactives. L'air ambiant s'en trouve ainsi purifié et parfumé (20 minutes de fonctionnement pour plusieurs heures de parfumage). Pour éteindre la lampe, il faut retirer la monture et mettre l'éteignoir. 

### Controverse sur la dangerosité de la combustion
La lampe Berger peut être utilisée avec de l'alcool isopropylique neutre ou additionné de parfums.
En septembre 2008, une étude du magazine Que choisir constate le rejet de benzène, un hydrocarbure cancérigène.
Ces résultats sont contestés par l’AFISE, organisation des fabricants de produits détergents, produits d'entretien et de produits d'hygiène industrielle, qui affirme « respecter la législation, tester rigoureusement ses produits et les contrôler en permanence y compris après leur mise sur le marché ».

### Objet de collection
Depuis 1993, l'association Cercle des collectionneurs de Lampe Berger (CCLB) regroupe des passionnés de cette marque.